# MM!
《MM!》(えむえむっ! 에무에뭇![*])은 일본의 작가 마츠노 아키나리가 쓴 라이트 노벨이다. MF문고 J(미디어 팩토리)에서 발행되고 있으며, 대한민국에서는 익스트림 노벨(학산문화사)로 발매되고 있다. 또한, 애니메이션으로도 제작되었으며, 드라마 CD가 발매되었다. 대한민국에서는 애니플러스 채널을 통해서 한일 동시방영작으로 방송되고 있다. 그러나 원작자가 2011년 4월 18일자로 사망하여 무기한 연중이 되었다.

## 줄거리
고교 1학년인 사도 타로는 이른바 여자에게 맞거나 욕설만 들어도 행복해하고 좋아한다는 일명 'M(마조히스트)' 증상을 가진 영향 때문에 이 증상과 영향에서 벗어나기 위해 친구인 하야마 타츠키치의 권유하에 학교 내(內)에 있는 '제2 볼런티어부(部)'를 찾아가게 된다. 그러나 그 곳에는 자칭 신(神)이라 불리며 남을 향해 구타하는 것을 즐겨한다는 일명 'S(사디스트)' 근성을 갖고있다는 고2의 이스루기 미오와 자신을 M근성으로 각성하게 했다는 중학교 동창이자 남성공포증을 앓고 있어서 접촉하면 바로 주먹질을 날린다는 고1의 유우노 아라시코가 있었다. 이런 제2 볼런티어부에서 타로의 앞날에 파란만장한 나날들과 수난이 기다리고 있는데...!

## 등장인물
사도 타로(砂戸 太郎)
성우 : 후쿠야마 쥰
본작의 남주인공이자 고교 1학년. 일명 'M(마조히스트)' 증상기와 근성기를 가진 남학생으로 그로 인해 여자한테 맞거나 욕설만 들어도 바로 행복하다거나 좋아하게 되는 이상한 증상을 가진 영향 때문에 이를 해결하기 위해 미오가 속해있는 제2 볼런티어부(部)에 입부하게 되었지만 오히려 미오에게 온갖 주먹질과 강압을 받을 때마다 행복해하고 즐겨하는 증상을 더욱 표출한다.
이스루기 미오(石動 美緒)
성우 : 타케타츠 아야나
본작의 여주인공이자 고교 2학년. 학교에서 '학생의 소원을 뭐든지 들어준다'는 제2 볼런티어부(部) 부장이자 자신을 '신(神)' 이라고 주장하고 있으며 남을 향해 구타하는 것을 즐겨한다는 '사디스트' 증상기를 보이는 여학생이다. 학교 후배이자 1학년생인 사도 타로가 마조히스트 증상기 해결을 위해 제2 볼런티어부에 들어오게 되자 오히려 그를 노리개감으로 삼아 온갖 구타와 강압으로 대하며 사나운 성격을 표출한다. 10마리의 고양이에게 습격당한 기억이 있어 고양이를 무서워 한다
유우노 아라시코(結野 嵐子)
성우 : 하야미 사오리
미오와 타로가 다니는 학교에 재학 중인 고교 1학년의 여고생. 개인적으로 남성공포증을 가지게 된 영향 때문에 남성이 자신의 몸을 만지기만 해도 이유없이 바로 주먹질과 방어로 답하는 편이었기 때문에 이를 해결하기 위해 제2 볼런티어부(部)에 입부하게 되었다. 사실은 중학생 시절 타로와 동창생이었는데 바로 타로의 마조히스트 증상을 처음으로 만들게 한 장본인이기도 하다. 하지만 제2 볼런티어부에서 동창인 타로와 만나게 된 이후로는 타로에게 은근스런 호감을 갖게 되었기는 했으나 그가 자신의 몸을 만지기만 해도 바로 주먹과 방어로 답하는 2중적 성격을 갖고 있다.
하야마 타츠키치(葉山 辰吉)
성우 : 사토 리나
타로의 동급생이자 고교 1학년생. 외모상으로는 얼핏 불량배와 같으나 성격은 온화하고 공부면에서는 우등생이기도 한 학생이지만 취미상 여장을 즐겨하는 독특함을 갖고 있으며 여장으로 있을 때는 '시호리 공주'라는 가명으로 한때 타로의 시선을 잡아끌기도 했었으며 이 때 자신을 자칭 '귀족' 및 '공주'라고 하는 망상도 갖고 있다. 타로에게 제2 볼런티어부 입부를 권유했던 인물이기도 하다.
오니가와라 미치루(鬼瓦みちる)
성우 : 다나카 리에
미오의 실질적 보호자격에 속하는 여성이자 학교 보건교사. 연령은 불명이며 보건교사이긴 하지만 주로 보건실보다는 미오가 있는 제2 볼런티어부에 자주 모습을 드러내는 편이며 사진촬영을 즐겨한다. 이 때문에 미소녀만 봐도 코스프레를 권유하는 이상한 성격도 갖고 있다.
사도 시즈카(砂戸 静香)
성우 : 아스미 카나
타로의 친누나이자 여대생. 외모는 얼핏 여중생에 가까운 성격이며 남동생인 타로를 오히려 애정상대로 지목하여 그를 독점하려는 근성까지 지니며 타로가 자고 있을 때마다 그의 방으로 기습하여 침대에 같이 눕는 취향도 갖고 있다. 어머니인 토모코와 타로를 두고 끈질긴 모녀 신경전을 벌인다.
사도 토모코(砂戸 智子)
성우 : 오오하라 사야카
시즈카와 타로 남매의 어머니이자 번역가. 시즈카와 마찬가지로 아들인 타로를 독점하기 위해 시즈카와 모녀 신경전을 벌이고 있으며 시즈카와 마찬가지로 타로의 방에 기습하려는 근성도 갖고 있다.
마미야 유미(間宮 由美)
성우 : 기부 유코
고교 1학년이자 아라시코의 소꿉친구. 아라시코가 남성 공포증에 시달리게 되면서 그녀에 대한 고민을 해결하기 위해 노력하고 있다. 맛사지술이 주특기로 이 때문에 미소녀만 보면 뜬금없이 맛사지술을 목적으로 신체를 만지는 버릇이 있는데 특히 아라시코에게도 이를 전파하기도 한다. 처음에는 아라시코와 다른 학교에 다니는 여학생이었으나 아라시코의 고민을 해결하기 위해 아라시코가 다니는 학교로 전학을 오게 된다.
히이라기 노아(柊ノア)
성우 : 야하기 사유리
고교 2학년이자 발명부 부장. IQ 200을 넘는 명석한 두뇌를 가지며 온갖 발명품을 만들어냈지만 모두 실패하거나 쓸모없는 작품이 되기 일쑤였다. 타로를 처음 만나자마자 타로에 대한 호감을 가지며 그에게 붙어다니는 근성을 보이게 되면서 타로를 좋아한다는 후배 아라시코와 신경전을 벌이기도 했다.
히무라 유키노죠(日村 雪之丞)
성우 : 요나가 츠바사
고교 1학년이자 발명부 부원으로 노아의 조수격인 남학생. 몸집이 작은 여자를 좋아하는 변태끼를 가졌으며 노아가 다른 사람과 붙어다닐 때마다 성격이 달라져서 오로라를 뿜으며 분노까지 표출하는 성격이다.
도묘지(道明寺）
성우 : 스기타 토모카즈
타로가 알바생으로 있는 편의점 점장. 만화라면 사족을 못 쓸 정도로 지나치게 좋아하는 오타쿠이며 만화 주인공을 동경하는 인물이기도 하다.

## 드라마 CD
드라마 CD는 EDGE RECODE에서 발매.

## 애니메이션
애니메이션은 AT-X, 치바텔레비전 외 U국계에서 10월부터 방송 개시하였으며 대한민국에서는 애니플러스 채널을 통해서 '19세 이상 시청가' 등급하에 한일 동시방영작으로 방송하고 있다.